# Com a Verdade M' Enganas
Com a Verdade M' Enganas foi um concurso de televisão português transmitido pela RTP1 entre 1994 e 1995, apresentado por Herman José, que tinha como assistente Ruth Rita e como locutor Cândido Mota.
Atualmente, é exibido de segunda a sexta na RTP Memória, às 18h20.

## Formato
O concurso consistia em cinco provas, mais o puzzle final.
Na primeira prova, o apresentador dizia duas afirmações sobre cada um dos concorrentes de uma equipa, com os da equipa adversária a tentarem adivinhar se eram verdade ou mentira. Cada resposta certa valia 20 pontos.
Na segunda prova, os concorrentes tinham que responder a perguntas de cultura geral com três hipóteses de resposta. Para serem os primeiros a responder, as equipas tinham que carregar num botão que simulava um manípulo detonador de bombas. Cada resposta certa valia 20 pontos.
Antes da terceira prova, era feito um leilão de letras, trazidas pela assistente Ruth Rita, e o apresentador Herman José escolhia um ou duas letras que fariam (ou talvez não) parte do puzzle final. As equipas licitavam os pontos que tinham até então sendo as letras arrematadas pela equipa que oferecesse mais pontos.
Na terceira prova, o locutor Cândido Mota lia um texto na sua versão original e, depois, com alterações, sendo que as equipas tinham que detetar essas alterações para ganharem 20 pontos.
Na quarta prova, um concorrente de cada equipa tinha que fazer rir o outro em menos tempo para ganhar 40 pontos para a sua equipa. Caso nenhum dos concorrentes se risse ao fim dos 30 segundos, seria a assistência do programa a desempatar.
Na quinta prova, à semelhança da terceira, os concorrentes tinham que detetar erros nos textos mas, ao contrário da terceira prova, consistia em canções. Cada resposta certa valia 20 pontos.
No final, a equipa com mais pontos ia ao puzzle final, onde tinha de adivinhar uma palavra-chave formada a partir de outras sete palavras que um dos concorrentes tinha de explicar por mímica, tendo como ajuda as letras que adquiriu durante os leilões, em 120 segundos. Caso adivinhassem a palavra-chave, cada um dos elementos ganhava 600 contos, caso contrário ganhavam os pontos que tinham acumulado em contos. A equipa que havia perdido, ganhava outra equipa recebia eletrodomésticos.